# Front marítim de Cadaqués
El Front marítim de Cadaqués és un conjunt amb construccions que tenen elements neoclàssics i modernistes de Cadaqués (Alt Empordà). Aquest conjunt és una obra inclosa a l'Inventari del Patrimoni Arquitectònic de Catalunya.

## Descripció
La delimitació geogràfica del Pla Especial correspon als límits del Conjunt Històric catalogat com a B.C.I.N (DOGC nº 2150 del 05.01.1996), però només la part de la façana litoral. Aquesta primera línia de mar edificada abasta des de la part central de la platja del Llaner Gran, a l'oest, fins a la part posterior de les cases de l'Avinguda Colom i l'Avinguda Víctor Rahola, per l'est. Amb una llargada total de 1,53 quilòmetres comprèn 143 edificacions. Dins d'aquest també s'han recollit els norais i les ribes com a elements d'especial interès.
Segons l'article 1.1 el Pla Especial del Front Marítim del Conjunt Històric de Cadaqués (24 juliol 2002) neix "davant la necessitat de preservar aquells valors històrics, tipològics, culturals, socials, paisatgístics, tradicionals i ambientals, tot regulant la nova edificació i la rehabilitació d'aquest entorn, de manera que es mantingui la tipologia i la uniformitat compositiva, així com el seu valor històric".
L'article 1.4 del mateix pla, defineix el patrimoni arquitectònic en tres principals conjunts d'elements:
a) El conjunt format pel mateix front marítim de caràcter urbà, definit pels seus valors històrics, arquitectònics, artístics, urbanístics i ambientals, que poden coincidir o no amb uns valors equivalents dels edificis que s'inclouen en ell.
b) Els edificis, definits pes seu valor històric, arquitectònic, social, representatiu o testimonial, juntament amb el conjunt de mobles, objectes o arts aplicades que forment unitat amb l'edifici.
c) El conjunt de construccions portuàries format pels norais i les ribes que ajuden a comprendre la lectura històrica i arquitectònica d'aquesta façana litoral".
Dintre d'aquest Pla s'han diferenciat cinc tipus diferents de proteccions: 1: Protecció integral; 2: Protecció del tipus; 3: Protecció ambiental; 4: Adequació ambiental; 5: Protecció històrica.
Del total d'aquestes 143 edificacions, 36 cases tenen una protecció del tipus 1 o 2. Dintre d'aquest llistat 26 cases són d'estil no tradicional, corresponent a corrents vuitcentistes, noucentistes, modernistes o emmarcades en darreres tendències. Altrament unes 70 cases estan protegides per la seva contribució en el valor ambiental de la façana litoral, o sigui del tipus 3. D'aquestes, 50 en serien un reflex d'estil tradicional d'aquest front, format per immobles edificats entre els segles XIII al XVIII, amb repetició del tipus edificatori, d'una gran puresa i simplicitat, marcat pel ple predomini del ple sobre el buit, i de la dimensió vertical. La resta de 37 cases, tenen una protecció del tipus 4 o d'adequació ambiental. Per acabar, els norais i les ribes han estat protegides pel tipus 5 o protecció històrica.

### Edificacions més representatives
Són edificis amb protecció 1 o 2, i que presenten fitxa pròpia.
Can Salleras, c/ Dr. Bartomeus 24. Protecció 2.
Can Salisachs, c/ Dr. Bartomeus, 29. Protecció 2.
Casa de la Palmera, c/ Dr. Bartomeus, 13. Protecció 2.
Ca l'Esperança Rahola, c/ Eduard Marquina, 41. Protecció 2.
Casa Eduard Marquina 35, c/ Eduard Marquina, 35. Protecció 2.
Casa Eduard Marquina 25, c/ Eduard Marquina, 25. Protecció 2.
Voltes de Port Alguer, c/ Eduard Marquina, 13 i 15. Protecció 1.
Casa Fradera, c/ Eduard Marquina, 11. Protecció 2.
Casa Villavecchia, c/ Eduard Marquina, nº 7. Protecció 2.
Casa Turull, Plaça del Dr. Pont. Protecció 2.
Can Puignau, c/ Sta. Maria, 7. Protecció	2.
Casa del Baró de la Roda, c/ Sta. Maria, 5. Protecció 2.
Can Xirau, c/ Silvi Rahola, 1. Protecció 2.
Torres d'Es Baluard, c/ Silvi Rahola, 2.Protecció 1.
 Palau del Governador (rectoria), c/ Doctor Callís, 15. Protecció 1.
Casa des Portal (Verdonces), c/ Doctor Callís, 9. Protecció 2.
Casa Staempfli, c/ Doctor Callís, 7. Protecció 2.
Es Portal, c/ Doctor Callís, 7. Protecció 1.
Casa Saderra, c/ Doctor Callís, 1. Protecció 2.
Casino l'Amistat, c/ del Cotxe, 1. Protecció 1.
Fonda Marina, Plaça de ses Herbes, 2. Protecció 2.
Casa Josep Rahola, Plaça de ses Herbes, 3. Protecció 2.
Casa Escofet Rahola, Plaça de ses Herbes, 4.Protecció 2.
Casa Pont, Passeig del General Escofet, 6. Protecció 1.
Casa Dalmau (L'Hostal), Passeig del General Escofet, 8. Protecció 2.
Can Cànovas, Passeig del General Escofet, 11. Protecció 2.
Can Meliton, Passeig d'es Portitxó, 1. Protecció 2.
Banca Catalana, Passeig d'es Portitxó, 2. Protecció 2.
Voltes des Portitxò. Passeig d'es Portitxó, 5, 6 i 7.	Protecció 1.
Can Zendrera, Passeig des Portitxó, 8. Protecció 2.
Casa Serinyana (Sa Casa Blaua), Passeig d'es Portitxó, 12. Protecció 1.
Casa Serinyana des Poal, c/ d'es Poal 1. Protecció	2.
La Farmàcia, Plaça d'es Poal, 2. Protecció 2.
Apartaments des Pianc, c/ des Pianc-Riba des Pianc, 13. Protecció 2.
Casa d’es Pianc 13, Riba d'es Pianc, 13. Protecció 2.
Casa Masó/Edifici Colom, Av. Víctor Rahola, 11. Protecció 2.

## Història
Dintre de la història de Cadaqués es poden ressaltar tres moments urbanístics capdalts:
El primer estaria situat entre els segles XIII al XVI, quan el nucli de Cadaqués es formà dins el recinte de l'antic castell. D'aquest recinte primitiu es conserva un dels portals d'entrada, conegut com es Portal que condueix a través del carrer del Call a dalt turó, on es troba l'església de Santa Maria. També queda en peu la Torre de sa fusta d'es Baluard, on es troba l'actual casa de la Vila. De la mateixa manera, molts dels murs actuals de les cases de la Punta d'es Baluard estan formats per les restes d'aquesta antiga muralla.
A partir del segle xvii es produeix un altre període marcat pels primers assentaments fora muralles, resseguint les línies de la costa. El 1683 es basteix la riba de Port Alguer i els porxos sortints de les dues primeres cases construïdes damunt d'ella, per així donar servei al port. D'aquest manera Port-Doguer es va convertir en el primer raval format a l'exterior de la muralla del Castell. Després de 1714, juntament amb la fi de les guerres, i passat el perill constant dels corsaris i pirates, les cases fora muralles es comencen a reproduir més ràpidament. Després de la liberalització del comerç amb Amèrica, gràcies al tractat del 1778, es produeix un cert renaixement de Cadaqués. En aquest moment, el tipus constructiu tradicional és marcat per la puresa i simplicitat dels porxos amb voltes i dels massissos murs emblanquinats.
L'últim moment remarcable de l'evolució urbanística de Cadaqués es desenvolupa a les darreries del mil·lenni, durant els segles XIX i XX. És en aquest moment quan es comença a bastir sobre les ribes tot tipus d'edificacions, no solament les relacionades amb els serveis del port. Aquest auge ve donat pel creixement demogràfic que patia la zona, arribant al seu màxim exponent en el decenni del 1860, gràcies a l'explotació del conreu de la vinya i l'exportació de la garnatxa, la qual es suma a l'activitat pesquera.
Posteriorment, l'any 1880 ve marcat per la fil·loxera i la davallada demogràfica que indirectament provocà. Aquesta tendència no es va canviar fins l'arribada del turisme als anys seixanta.
Gràcies a l'obertura de la carretera a començaments de segle, es trencà l'aïllament del poble i provocà transformacions, tant a l'interior de la vila com a les ribes, on es continuà construint. Finalment a la dècada dels seixanta, coincidint amb el boom del turisme, comportà que molts integrants de la burgesia catalana, així com estrangers atrets pel encant d'un país en vies de desenvolupament, hi assentessin les seves segones residències. Dintre d'aquest grup també es congregà un grup d'intel·lectuals que volien conservar trets del folklore i l'arquitectura tradicional, sense renunciar a la modernitat arquitectònica, fent-ho totalment compatible.